# Јуичиро Нагаи
Јуичиро Нагаи (јап. 永井 雄一郎; 14. фебруар 1979) бивши је јапански фудбалер.

## Каријера
Током каријере је играо за Урава Ред Дајмондс, Шимицу С-Пулс и многе друге клубове.

## Репрезентација
За репрезентацију Јапана дебитовао је 2003. године. За тај тим је одиграо 4 утакмице и постигао 1 гол.

## Статистика
| Јапан  | Јапан   | Јапан  |
| Година | Наступи | Голови |
| ------ | ------- | ------ |
| 2003.  | 4       | 1      |
| Укупно | 4       | 1      |